# Katerine Duska
Katerine Duska (en griego: Κατερίνα Ντούσκα; Montreal, Canadá; 6 de noviembre de 1989) es una cantante y compositora greco-canadiense. Duska representó a Grecia en el Festival de la Canción de Eurovisión 2019 con la canción Better Love, lanzada el 6 de marzo de 2019.

## Biografía
Katerine Duska nació y creció en Montreal, Canadá y actualmente vive en Atenas, Grecia.
Su álbum de debut fue lanzado en 2015 con el título Embodiment. En 2018, apareció en un concierto en el Concert Hall de Atenas interpretando canciones de su álbum con canciones compuestas por el sueco Albin Lee Meldau. Albin Lee Meldau también estuvo en el concierto que dio Duska en el Palace Garden de Atenas en septiembre de 2018. En diciembre de 2018 apareció en concierto junto al músico Petros Klampanis.

## Discografía

### Álbumes de estudio
| Título     | Detalles del álbum                                                                               | Posiciones en las listas de éxitos |
| Título     | Detalles del álbum                                                                               | GRE                                |
| ---------- | ------------------------------------------------------------------------------------------------ | ---------------------------------- |
| Embodiment | - Lanzamiento: 4 de diciembre de 2015 - Discográfica: Minos EMI - Formatos: CD, descarga digital | —                                  |

### Sencillos
| Título             | Año  | Posiciones en las listas de éxitos | Álbum      |
| Título             | Año  | GRE                                | Álbum      |
| ------------------ | ---- | ---------------------------------- | ---------- |
| "One In A Million" | 2014 | —                                  | Embodiment |
| "Won't Leave"      | 2015 | —                                  | Embodiment |
| "Better love"      | 2019 |                                    | TBA        |